# Яцуба Іван Васильович
Іван Васильович Яцуба (5 травня 1913, село Широке, тепер Дніпропетровської області — ?) — український радянський партійний діяч, голова Дніпропетровського промислового облвиконкому. Депутат Верховної Ради УРСР 5—6-го скликань. Кандидат у члени ЦК КПУ в 1966—1971 р.

## Біографія
Трудову діяльність розпочав у 1932 році на Дніпропетровському металургійному заводі імені Комінтерну. Освіта вища.
З 1938 до 1946 року — служба на Військово-морському флоті СРСР, учасник німецько-радянської війни. Служив начальником інженерного складу № 128 Інженерного відділу Червонопрапорного Балтійського флоту, з 1945 року — головним механіком будівництва № 40 Інженерного відділу Червонопрапорного Балтійського флоту на острові Езель Естонської РСР.
Член ВКП(б) з 1943 року.
У 1946—1949 роках — інженер, старший майстер колесопрокатного цеху Дніпропетровського металургійного заводу імені Карла Лібкнехта
З 1949 року — на партійній роботі. Обирався заступником секретаря і секретарем комітету ВКП(б) Дніпропетровського металургійного заводу імені Карла Лібкнехта, 1-м секретарем Амур-Нижньодніпровського районного комітету КПУ міста Дніпропетровська.
У 1957 — березні 1960 року — 1-й секретар Дніпропетровського міського комітету КПУ.
У лютому 1960 — січні 1963 року — секретар Дніпропетровського обласного комітету КПУ.
У січні 1963 — 17 грудня 1964 року — голова виконавчого комітету Дніпропетровської промислової обласної ради депутатів трудящих.
29 грудня 1964 — 23 листопада 1966 року — 1-й секретар Дніпропетровського міського комітету КПУ.
З листопада (офіційно з 29 грудня) 1966 року — голова Дніпропетровського обласного комітету народного контролю.
Потім — на пенсії.

## Звання
- старший технік-лейтенант
- інженер-капітан

## Нагороди
- орден Леніна (19.07.1958)
- орден «Знак Пошани» (1963)
- два ордени Вітчизняної війни ІІ ст. (1945, 6.04.1985)
- орден Червоної Зірки (18.03.1943)
- медалі
- Почесна грамота Президії Верховної Ради Української РСР (4.05.1973)